# Rydzynki
Rydzynki – wieś sołecka w Polsce położona w województwie łódzkim, w powiecie łódzkim wschodnim, w gminie Tuszyn. Południowo-zachodnia granica wsi przebiega wzdłuż Dobrzynki.
W latach 1975–1998 miejscowość administracyjnie należała do województwa piotrkowskiego.

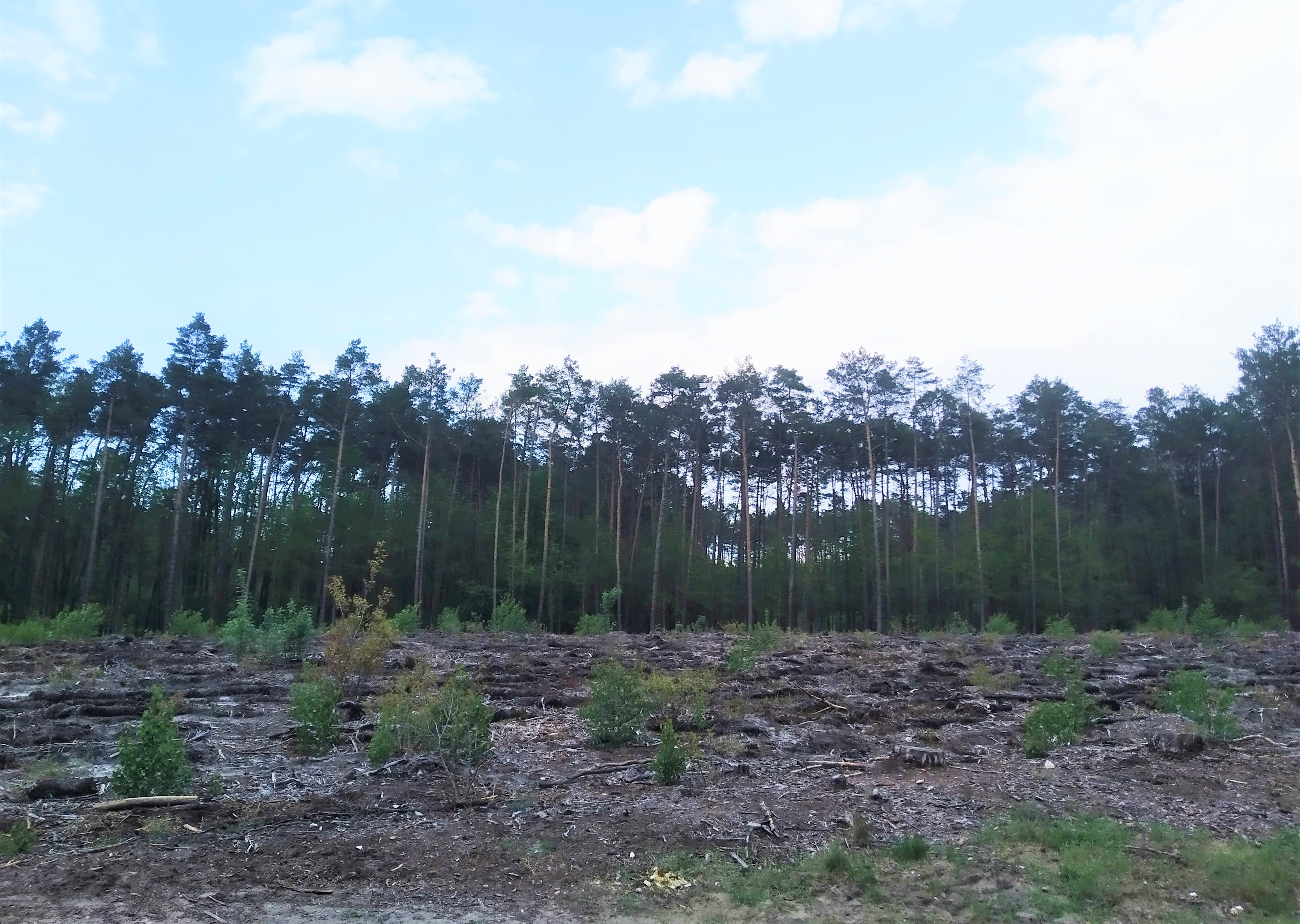
Las w Rydzynkach w okolicach ul. Wczasowej

Miejscowość ma charakter głównie wypoczynkowy. Na terenie sołectwa dwa rezerwaty przyrody: Molenda oraz Wolbórka.